# Parteneriatul pentru creșterea apărării
Parteneriatul pentru Creșterea Apărării (acronim DGP) este un parteneriat între Guvernul Regatului Unit și industria britanică de apărare. Acesta este condus în comun de Departamentul pentru Afaceri, Energie și Strategie Industrială și de Industria de Apărare, beneficiind de sprijinul Ministerului Apărării în calitate de client al Regatului Unit. A fost aprobat de prim-ministrul la aceea vreme, David Cameron și este în prezent coprezidat de Allan Cook CBE și de ministrul pentru afaceri, Energie și Strategie Industrială, Richard Harrington (politician). DGP a fost anunțat pentru prima dată la Farnborough Airshow în anul 2012.

## Centrul pentru Sisteme Inteligente Maritime
Ca parte a inițiativei DGP, a fost anunțat în iulie 2014 un Centru pentru Sisteme Inteligente Maritime (CMIS). CMIS este un centru de cercetare în domeniul apărării, în valoare de 4 milioane de lire sterline, cu sediul în Parcul Tehnologic Portsdown din Portsmouth. Centrul a fost deschis oficial pe 17 noiembrie 2014 de Matthew Hancock⁠(d), deputat

## Centrul de Soluții de Apărare
În cadrul DGP, a fost deschis în 2015 la Farnborough un Centru de Soluții de Apărare din Regatul Unit. Actualul său CEO este Mark Barclay, iar președintele este independent, Brian Burridge.